# Bütgenbach
Bütgenbach (Frans: Butgenbach, Waals: Bûtba) is een gemeente in de Belgische provincie Luik. De gemeente ligt in het Duitstalig oostelijk deel van het land. Bütgenbach telt ruim 5.500 inwoners.

## Kernen

### Deelgemeenten
| # | Naam       | Opp. (km²) | Inwoners (2020) | Inwoners per km² | NIS-code |
| - | ---------- | ---------- | --------------- | ---------------- | -------- |
| 1 | Bütgenbach | 40,61      | 3.633           | 89               | 63013A   |
| 2 | Elsenborn  | 56,39      | 1.996           | 35               | 63013B   |

### Overige kernen
Er liggen nog wat kleinere dorpen in de gemeente: in de deelgemeente Bütgenbach zelf liggen de dorpen Weywertz en Berg; in Elsenborn ligt nog het dorp Nidrum. Helemaal afgelegen in het noorden van Elsenborn, tegen de grens met Duitsland, liggen de gehuchtjes Küchelscheid en Leykaul.

## Geschiedenis

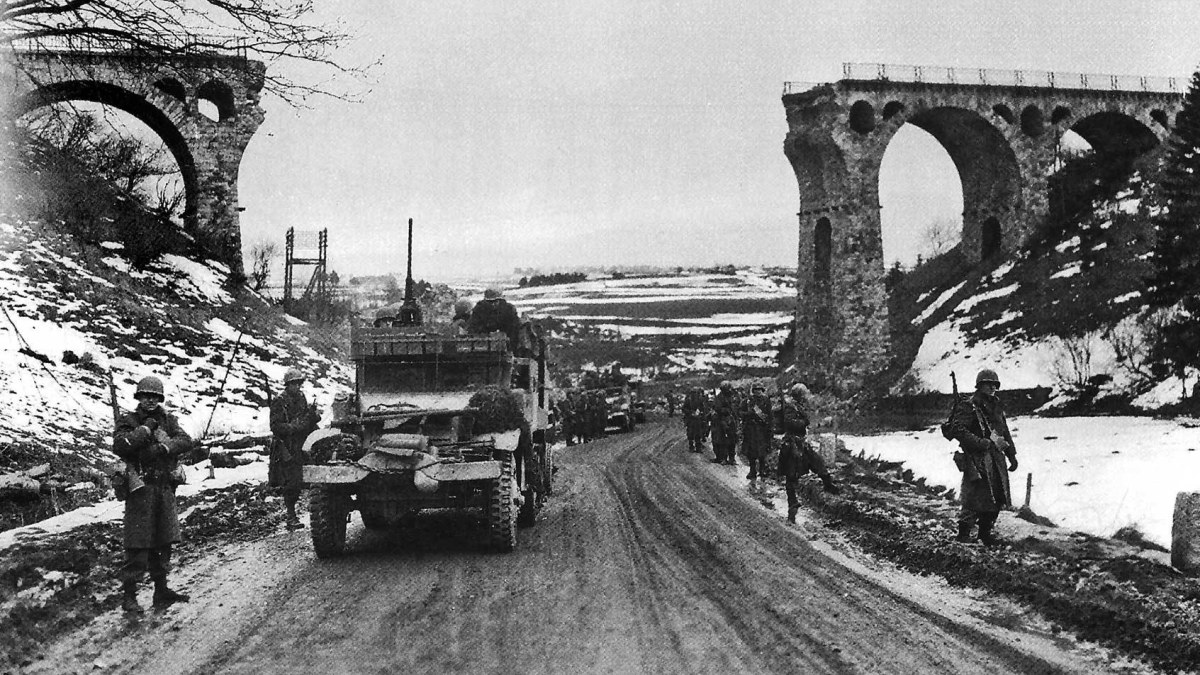
Het Amerikaanse 26ste infanterieregiment bij het viaduct van Bütgenbach tijdens de Slag om de Ardennen.

De eerste vermelding van Bütgenbach dateert reeds van de Karolingers in de 9de eeuw als een voorpost van het Büllinger Hof. Van 1200-1214 was het gebied eigendom van de graven van Luxemburg en vervolgens door huwelijk van het hertogdom Limburg.
In 1237 werd de burcht gebouwd op een rots boven het dal van de Warche. Dit werd middelpunt van een heerlijkheid, Hof Bütgenbach genaamd, die ook de dorpen Berg, Elsenborn, Faymonville, Nidrum, Sourbrodt en Weywertz omvatte.
In de loop der tijd ging deze heerlijkheid achtereenvolgens over naar de graven van Vianden en het Huis Nassau. In 1503 kreeg de familie Von Rolshausen de heerlijkheid in leen van de Nassau's en dat bleef zo tot 1786. In 1575 werd de burcht door brand getroffen maar in 1624 weer hersteld. In 1689 echter werd de burcht verwoest door de troepen van Lodewijk XIV van Frankrijk.
In 1795 werd Bütgenbach door de Fransen geannexeerd en in 1815 werd het Pruisisch. Tijdens de Franse bezetting werd de burcht definitief verwoest en bleef een ruïne.
In 1890 werd een hospitaal, het Sankt-Joseph-Hospital, in gebruik genomen. Dit werd verzorgd door de Zusters van Vincentius a Paulo. In de loop der jaren werd dit uitgebreid met scholen, een bejaardentehuis en dergelijk. In 1984 verlieten de zusters het hospitaal en in 1988 sloot het complex om begin jaren '90 van de 20e eeuw te worden gesloopt.
In 1920 werd Bütgenbach conform het Verdrag van Versailles aan België afgestaan. De gemeente werd daarop in vieren gedeeld waarbij Elsenborn, Robertville en Faymonville werden afgesplitst als afzonderlijke gemeenten.
In 1932 werd een stuwdam in de Warche gebouwd en ontstond het Meer van Bütgenbach.
Tijdens de Tweede Wereldoorlog werd het grondgebied van Bütgenbach samen met Eupen-Malmedy aan het Duitse Rijk gehecht. In de winter van 1944 was hier tijdens de Slag om de Ardennen generaal Eisenhower enkele dagen gestationeerd. In 1945 kwam Bütgenbach weer onder bestuur van België.
In 1977 fuseerde Bütgenbach met Elsenborn tot de huidige fusiegemeente.

## Bezienswaardigheden
- Burcht van Bütgenbach
- Hof Bütgenbach
- Karmelietenklooster
- Sint-Stefanuskerk

Zie ook
- Lijst van beschermd erfgoed in Bütgenbach

## Natuur en landschap
Bütgenbach ligt in de Belgische Eifel. Ten noorden van Bütgenbach stroomt de Warche. Sedert 1932 is er een stuwdam gebouwd en ontstond het Meer van Bütgenbach, van 120 ha. De Bieley is een hoge rots boven de Schwalmbach (Perlenbach) vlakbij de Duitse grens.

## Demografische ontwikkeling

### Demografische ontwikkeling voor de fusie
- Bronnen:NIS, Opm:1930 tot en met 1970=volkstellingen, 1976 inwoneraantal op 31 december

### Demografische ontwikkeling van de fusiegemeente
Alle historische gegevens hebben betrekking op de huidige gemeente, inclusief deelgemeenten, zoals ontstaan na de fusie van 1 januari 1977
- Bronnen:NIS, Opm:1930 tot en met 1981=volkstellingen; 1990 en later= inwonertal op 1 januari

| Inwoners van jaar tot jaar op 1 januari 1992 tot heden | Inwoners van jaar tot jaar op 1 januari 1992 tot heden | Inwoners van jaar tot jaar op 1 januari 1992 tot heden |
| jaar                                                   | Aantal                                                 | Evolutie: 1992=index 100                               |
| ------------------------------------------------------ | ------------------------------------------------------ | ------------------------------------------------------ |
| 1992                                                   | 5.130                                                  | 100,0                                                  |
| 1993                                                   | 5.217                                                  | 101,7                                                  |
| 1994                                                   | 5.294                                                  | 103,2                                                  |
| 1995                                                   | 5.329                                                  | 103,9                                                  |
| 1996                                                   | 5.349                                                  | 104,3                                                  |
| 1997                                                   | 5.423                                                  | 105,7                                                  |
| 1998                                                   | 5.458                                                  | 106,4                                                  |
| 1999                                                   | 5.495                                                  | 107,1                                                  |
| 2000                                                   | 5.550                                                  | 108,2                                                  |
| 2001                                                   | 5.537                                                  | 107,9                                                  |
| 2002                                                   | 5.513                                                  | 107,5                                                  |
| 2003                                                   | 5.515                                                  | 107,5                                                  |
| 2004                                                   | 5.543                                                  | 108,1                                                  |
| 2005                                                   | 5.567                                                  | 108,5                                                  |
| 2006                                                   | 5.574                                                  | 108,7                                                  |
| 2007                                                   | 5.585                                                  | 108,9                                                  |
| 2008                                                   | 5.608                                                  | 109,3                                                  |
| 2009                                                   | 5.646                                                  | 110,1                                                  |
| 2010                                                   | 5.701                                                  | 111,1                                                  |
| 2011                                                   | 5.714                                                  | 111,4                                                  |
| 2012                                                   | 5.731                                                  | 111,7                                                  |
| 2013                                                   | 5.716                                                  | 111,4                                                  |
| 2014                                                   | 5.625                                                  | 109,6                                                  |
| 2015                                                   | 5.609                                                  | 109,3                                                  |
| 2016                                                   | 5.605                                                  | 109,3                                                  |
| 2017                                                   | 5.583                                                  | 108,8                                                  |
| 2018                                                   | 5.605                                                  | 109,3                                                  |
| 2019                                                   | 5.610                                                  | 109,4                                                  |
| 2020                                                   | 5.629                                                  | 109,7                                                  |
| 2021                                                   | 5.604                                                  | 109,2                                                  |
| 2022                                                   | 5.607                                                  | 109,3                                                  |
| 2023                                                   | 5.723                                                  | 111,6                                                  |
| 2024                                                   | 5.652                                                  | 110,2                                                  |
| 2025                                                   | 5.586                                                  | 108,9                                                  |

## Politiek

### Burgemeesters
- 2001-2018 Emil Dannemark, FBL
- 2019-heden Daniel Franzen, ZGG

### Resultaten gemeenteraadsverkiezingen sinds 1976
| Partij                                                    | 10-10-1976 | 10-10-1976 | 10-10-1982 | 10-10-1982 | 9-10-1988 | 9-10-1988 | 9-10-1994 | 9-10-1994 | 8-10-2000 | 8-10-2000 | 8-10-2006 | 8-10-2006 | 14-10-2012 | 14-10-2012 | 14-10-2018 | 14-10-2018 | 13-10-2024 | 13-10-2024 |
| Stemmen / Zetels                                          | %          | 15         | %          | 15         | %         | 15        | %         | 17        | %         | 17        | %         | 17        | %          | 17         | %          | 17         | %          | 17         |
| --------------------------------------------------------- | ---------- | ---------- | ---------- | ---------- | --------- | --------- | --------- | --------- | --------- | --------- | --------- | --------- | ---------- | ---------- | ---------- | ---------- | ---------- | ---------- |
| ADNG1 / GIA / GFAB / REUTER2 / GFA-Wechsel3 / FDG4 / ZiBC | 21,881     | 3          | 39,49A     | 6          | 69,63B    | 12        | 46,212    | 9         | 46,012    | 8         | 44,672    | 7         | 37,153     | 6          | 30,784     | 5          | 100,00C    | 17         |
| LCWN1 / GIA / GFAB / WFE2 / F.B.L.B / ZiBC                | 16,121     | 2          | 39,49A     | 6          | 69,63B    | 12        | 13,732    | 2         | 48,09B    | 9         | 55,33B    | 10        | 52,12B     | 10         | 47,72B     | 8          | 100,00C    | 17         |
| GI1 / PJA2 / ZiBC                                         | -          |            | -          |            | 8,891     | 0         | 15,992    | 2         | 48,09B    | 9         | 55,33B    | 10        | 52,12B     | 10         | 47,72B     | 8          | 100,00C    | 17         |
| UDG1 / UNION2 / ZiBC                                      | 48,631     | 9          | 56,531     | 9          | 21,481    | 3         | 24,072    | 4         | 48,09B    | 9         | 55,33B    | 10        | 52,12B     | 10         | 47,72B     | 8          | 100,00C    | 17         |
| ZGG1 / ZiBC                                               | -          |            | -          |            | -         |           | -         |           | -         |           | -         |           | -          |            | 21,501     | 4          | 100,00C    | 17         |
| LCBE                                                      | 13,37      | 1          | -          |            | -         |           | -         |           | -         |           | -         |           | -          |            | -          |            | -          |            |
| BENKER                                                    | -          |            | 3,99       | 0          | -         |           | -         |           | -         |           | -         |           | -          |            | -          |            | -          |            |
| FRAUEN                                                    | -          |            | -          |            | -         |           | -         |           | 5,9       | 0         | -         |           | -          |            | -          |            | -          |            |
| HECK                                                      | -          |            | -          |            | -         |           | -         |           | -         |           | -         |           | 10,73      | 1          | -          |            | -          |            |
| Totaal stemmen                                            | 3154       | 3154       | 3463       | 3463       | 3573      | 3573      | 3684      | 3684      | 3740      | 3740      | 3771      | 3771      | 3615       | 3615       | 3790       | 3790       | 3374       | 3374       |
| Opkomst %                                                 |            |            |            |            | 95,69     | 95,69     | 93,17     | 93,17     | 91,78     | 91,78     | 92,00     | 92,00     | 83,89      | 83,89      | 86,77      | 86,77      | 78,94      | 78,94      |
| Blanco en ongeldig %                                      | 4,22       | 4,22       | 5,08       | 5,08       | 3,97      | 3,97      | 6,3       | 6,3       | 7,59      | 7,59      | 11,61     | 11,61     | 13,91      | 13,91      | 9,66       | 9,66       | 16,12      | 16,12      |

## Verkeer en vervoer
In Bütgenbach komt de N647 uit op de N632.
Tevens had de plaats vroeger aan spoorlijn 45A (Jünkerath - Weywertz) een station Bütgenbach. Over deze spoorlijn heeft ook een toeristentreintje gereden dat een mooi uitzicht bood over het naastgelegen stuwmeer. Ook het voormalige station Kalterherberg aan spoorlijn 48 ook bekend van de Vennbahn ligt op het grondgebied van Bütchenbach.

## Varia
De Nederlandse koning voert de adellijke titel Heer van Bütgenbach. Zie Titels Nederlandse koninklijke familie.

## Nabijgelegen kernen
Weywertz, Berg, Büllingen, Nidrum, Schoppen